# Torneo Clausura 2021 Liga Prom
El Torneo Clausura 2021 Liga Prom Tigo es la segunda edición de la era Liga Prom siendo la finalización de la temporada 2021 de la Segunda División de Panamá.

## Sistema de competición
El torneo de la Liga Prom Tigo Clausura 2021, está conformado en dos partes:
- Fase de calificación: Se integra por dos conferencias, divididas en dos zonas (norte y sur) y desarrollada por 10 jornadas respectivamente dentro de su grupo y 6 jornadas entre zonas (norte vs sur).
- Fase final: Se integra por los partidos de cuartos de final, semifinales y la gran final.

### Fase de clasificación
En la fase de clasificación se observó el sistema de puntos. La ubicación en la tabla general está sujeta a lo siguiente:
- Por juego ganado se obtendrán tres puntos.
- Por juego empatado se obtendrá un punto.
- Por juego perdido no se otorgan puntos.

En esta fase participan los 24 clubes de la Liga Prom jugando en dos grupos llamadas conferencias durante las 10 jornadas respectivas.

### Fase final
En la fase final se observa el sistema de eliminación directa. Los 8 (ocho) mejores clubes ubicados en la tabla de posiciones avanzan a esta ronda, disputada de la siguiente manera. 
Para las finales de Conferencia y la gran final, ejercerá como local el equipo mejor posicionado en la tabla. 
- Conferencia Oeste/Este:

Semifinales de Conferencia:
Llave N°1: 1°A (Zona norte) vs. 2°B (Zona sur)
Llave N°2: 2°A (Zona sur) vs. 1°B (Zona norte)
Finales de Conferencia:
Ganador Llave N°1 vs. Ganador Llave N°2
Gran Final:
Ganador Conferencia Oeste vs. Ganador Conferencia Este

## Información de los equipos
| Equipo                    | Entrenador          | Procedencia     | Ciudad                         | Estadio                       | Capacidad |
| ------------------------- | ------------------- | --------------- | ------------------------------ | ----------------------------- | --------- |
| Águilas U. P.             | David Acosta        | Distritorial    | Ciudad de Panamá, Panamá       | Luis 'Cascarita' Tapia (*)    | 900       |
| Panamá City F. C.         | Javier Ainstein     | Liga 10         | Ciudad de Panamá, Panamá       | Eagle Stadium                 | 300       |
| Alianza F. C. II          | José Soriano        | Filial LPF      | Juan Díaz, Panamá              | Luis 'Cascarita' Tapia        | 900       |
| C. D. Árabe Unido II      | Julio Medina        | Filial LPF      | Colón, Colón                   | Armando Dely Valdés           | 1 121     |
| Atlético Chiriquí II      | Jonathan Parra      | Filial LPF      | David, Chiriquí                | San Cristóbal                 | 2 890     |
| S. D. Atlético Nacional   | Gustavo Ávila       | Liga de Ascenso | Juan Díaz, Panamá              | Maracaná (*)                  | 5 500     |
| C. D. Centenario          | Javier Miller       | Liga de Ascenso | Colón, Colón                   | Armando Dely Valdés           | 1 121     |
| Colón C-3                 | Carlos Miranda      | Liga de Ascenso | Colón, Colón                   | Armando Dely Valdés           | 1 121     |
| Champions Academy         | Ausberto Valencia   | Liga de Ascenso | Colón, Colón                   | Armando Dely Valdés           | 1 121     |
| C. D. del Este II         | Eduameth Nimbley    | Filial LPF      | Pacora, Panamá                 | Maracaná                      | 5 500     |
| Herrera F. C. II          | Juan Carlos Fuentes | Filial LPF      | Chitré, Herrera                | Los Milagros                  | 1 000     |
| C. A. Independiente II    | Franklin Narvaez    | Filial LPF      | La Chorrera, Panamá Oeste      | Agustín 'Muquita' Sánchez     | 3 000     |
| Mario Méndez F. C.        | Mario Méndez        | Copa Rommel     | David, Chiriquí                | San Cristóbal                 | 2 890     |
| C. D. Plaza Amador II     | Mike Stump          | Filial LPF      | El Chorrillo, Panamá           | Maracaná                      | 5 500     |
| S. D. Panamá Oeste        | Andres Corbillon    | Liga de Ascenso | Capira, Panamá Oeste           | Agustín 'Muquita' Sánchez     | 3 000     |
| San Martín F. C.          | Alejandro Quezada   | Liga de Ascenso | San Martín, Panamá             | Luis 'Cascarita' Tapia        | 900       |
| San Francisco F. C. II    | Luis Ureña          | Filial LPF      | La Chorrera, Panamá Oeste      | Agustín 'Muquita' Sánchez     | 3 000     |
| Sporting San Miguelito II | Rafael Vitali       | Filial LPF      | San Miguelito, Panamá          | Javier Cruz (*)               | 700       |
| Tauro F. C. II            | Jordi Lopez         | Filial LPF      | Pedregal, Panamá               | Javier Cruz (*)               | 700       |
| UDELAS FC                 | Jayro Benavides     | Distritorial    | San Miguelito, Panamá          | CAI Sport Center              | 500       |
| UMECIT FC                 | Fredy Romero        | Copa Rommel     | San Miguelito, Panamá          | Umecit                        | 300       |
| Unión Coclé F. C.         | Jorge González      | Liga de Ascenso | Penonomé, Coclé                | Virgilio Tejeira              | 900       |
| Universidad Latina        | Diego Gutierre      | Filial LPF      | Penonomé, Coclé                | Virgilio Tejeira (*)          | 900       |
| Veraguas C. D. II         | Anthony Torres      | Filial LPF      | Santiago de Veraguas, Veraguas | Complejo Deportivo de Atalaya | 700       |

- Nota: (*) Estos estadios fueron utilizados temporalmente por estos equipos.

## Conferencia Este

### Clasificación

#### Zona Norte
| Pos. | Equipo                    | Pts. | PJ | G | E | P  | GF | GC | Dif. | Notas                                  |
| ---- | ------------------------- | ---- | -- | - | - | -- | -- | -- | ---- | -------------------------------------- |
| 1    | Umecit F. C.              | 31   | 16 | 9 | 4 | 3  | 28 | 17 | +11  | Acceso directo a los cuartos de final. |
| 2    | Champions FC Academy      | 27   | 16 | 7 | 6 | 3  | 21 | 10 | +11  | Acceso directo a los cuartos de final. |
| 3    | C. D. Árabe Unido II      | 26   | 16 | 8 | 2 | 6  | 18 | 13 | +5   |                                        |
| 4    | Sporting San Miguelito II | 21   | 16 | 5 | 6 | 5  | 17 | 17 | 0    |                                        |
| 5    | Colón C-3 F. C.           | 16   | 16 | 5 | 1 | 10 | 22 | 27 | −5   |                                        |
| 6    | C. D. Centenario          | 10   | 16 | 3 | 1 | 12 | 16 | 41 | −25  | Último lugar.                          |

 Fuente: Liga Prom, Soccerway.

#### Zona Sur
| Pos. | Equipo                | Pts. | PJ | G | E | P  | GF | GC | Dif. | Notas                                  |
| ---- | --------------------- | ---- | -- | - | - | -- | -- | -- | ---- | -------------------------------------- |
| 1    | C. D. Plaza Amador II | 30   | 16 | 9 | 3 | 4  | 33 | 16 | +17  | Acceso directo a los cuartos de final. |
| 2    | Alianza F. C. II      | 30   | 16 | 8 | 6 | 2  | 26 | 19 | +7   | Acceso directo a los cuartos de final. |
| 3    | Deportivo del Este II | 27   | 16 | 8 | 3 | 5  | 26 | 23 | +3   |                                        |
| 4    | San Martín F. C.      | 18   | 16 | 4 | 6 | 6  | 27 | 28 | −1   |                                        |
| 5    | Tauro F. C. II        | 17   | 16 | 4 | 5 | 7  | 20 | 25 | −5   |                                        |
| 6    | Panama City F.C.      | 12   | 16 | 3 | 3 | 10 | 10 | 27 | −17  | Último lugar.                          |

 Fuente: Liga Prom, Soccerway.

## Conferencia Oeste

### Clasificación

#### Zona Norte
| Pos. | Equipo               | Pts. | PJ | G | E | P  | GF | GC | Dif. | Notas                                  |
| ---- | -------------------- | ---- | -- | - | - | -- | -- | -- | ---- | -------------------------------------- |
| 1    | Mario Méndez F. C.   | 29   | 16 | 8 | 5 | 3  | 19 | 9  | +10  | Acceso directo a los cuartos de final. |
| 2    | Atlético Chiriquí II | 22   | 16 | 6 | 4 | 6  | 24 | 26 | −2   | Acceso directo a los cuartos de final. |
| 3    | Veraguas C. D. II    | 21   | 16 | 6 | 3 | 7  | 22 | 18 | +4   |                                        |
| 4    | Herrera F. C. II     | 18   | 16 | 4 | 6 | 6  | 15 | 18 | −3   |                                        |
| 5    | Universidad Latina   | 17   | 16 | 5 | 2 | 9  | 21 | 30 | −9   |                                        |
| 6    | Unión Coclé F. C.    | 12   | 16 | 4 | 0 | 12 | 14 | 39 | −25  | Último lugar.                          |

 Fuente: Liga Prom, Soccerway.

#### Zona Sur
| Pos. | Equipo                  | Pts. | PJ | G | E | P | GF | GC | Dif. | Notas                                  |
| ---- | ----------------------- | ---- | -- | - | - | - | -- | -- | ---- | -------------------------------------- |
| 1    | S. D. Atlético Nacional | 29   | 16 | 8 | 5 | 3 | 27 | 22 | +5   | Acceso directo a los cuartos de final. |
| 2    | S. D. Panamá Oeste      | 28   | 16 | 8 | 4 | 4 | 22 | 12 | +10  | Acceso directo a los cuartos de final. |
| 3    | C. A. Independiente II  | 25   | 16 | 6 | 7 | 3 | 26 | 15 | +11  |                                        |
| 4    | UDELAS F. C.            | 21   | 16 | 6 | 3 | 7 | 23 | 23 | 0    |                                        |
| 5    | San Francisco F. C. II  | 20   | 16 | 5 | 5 | 6 | 21 | 20 | +1   |                                        |
| 6    | Águilas U. P.           | 20   | 16 | 5 | 5 | 6 | 22 | 24 | −2   | Último lugar.                          |

 Fuente: Liga Prom, Soccerway.

## Fase Final
|  | Semifinales de conferencia                                       | Semifinales de conferencia                                       | Semifinales de conferencia                                       | Semifinales de conferencia                                       | Semifinales de conferencia                                       |   |        | Finales de conferencia     | Finales de conferencia     | Finales de conferencia     |  |        | Gran Final Clausura     | Gran Final Clausura     | Gran Final Clausura     |  |
|  | 23, 24 y 25 de noviembre (Ida) 27, 28 y 29 de noviembre (Vuelta) | 23, 24 y 25 de noviembre (Ida) 27, 28 y 29 de noviembre (Vuelta) | 23, 24 y 25 de noviembre (Ida) 27, 28 y 29 de noviembre (Vuelta) | 23, 24 y 25 de noviembre (Ida) 27, 28 y 29 de noviembre (Vuelta) | 23, 24 y 25 de noviembre (Ida) 27, 28 y 29 de noviembre (Vuelta) |   |        | 3 y 5 de diciembre de 2021 | 3 y 5 de diciembre de 2021 | 3 y 5 de diciembre de 2021 |  |        | 10 de diciembre de 2021 | 10 de diciembre de 2021 | 10 de diciembre de 2021 |  |
|  |                                                                  |                                                                  |                                                                  |                                                                  |                                                                  |   |        |                            |                            |                            |  |        |                         |                         |                         |  |
|  |                                                                  |                                                                  |                                                                  |                                                                  |                                                                  |   |        |                            |                            |                            |  |        |                         |                         |                         |  |
|  | 1°N(E)                                                           | Umecit FC                                                        | 0                                                                | 0                                                                | 0                                                                |   |        |                            |                            |                            |  |        |                         |                         |                         |  |
|  | 1°N(E)                                                           | Umecit FC                                                        | 0                                                                | 0                                                                | 0                                                                |   |        |                            |                            |                            |  |        |                         |                         |                         |  |
|  | 2°S(E)                                                           | Alianza FC II                                                    | 2                                                                | 0                                                                | 2                                                                |   |        |                            |                            |                            |  |        |                         |                         |                         |  |
|  | 2°S(E)                                                           | Alianza FC II                                                    | 2                                                                | 0                                                                | 2                                                                |   | 2°S(E) | Alianza FC II              | 0                          |                            |  |        |                         |                         |                         |  |
|  |                                                                  |                                                                  |                                                                  |                                                                  |                                                                  |   | 2°S(E) | Alianza FC II              | 0                          |                            |  |        |                         |                         |                         |  |
|  |                                                                  |                                                                  | 1°S(E)                                                           | Plaza Amador II                                                  | 1                                                                |   |        |                            |                            |                            |  |        |                         |                         |                         |  |
|  | 1°S(E)                                                           | Plaza Amador II                                                  | 1°S(E)                                                           | Plaza Amador II                                                  | 1                                                                | 0 | 6      | 6                          |                            |                            |  |        |                         |                         |                         |  |
|  | 1°S(E)                                                           | Plaza Amador II                                                  |                                                                  |                                                                  |                                                                  |   |        | 6                          |                            |                            |  |        |                         |                         |                         |  |
|  | 2°N(E)                                                           | Champions Academy                                                | 1                                                                | 2                                                                | 3                                                                |   |        |                            |                            |                            |  |        |                         |                         |                         |  |
|  | 2°N(E)                                                           | Champions Academy                                                | 1                                                                | 2                                                                | 3                                                                |   |        |                            |                            |                            |  | 1°S(E) | Plaza Amador II         | 1 (1)                   |                         |  |
|  |                                                                  |                                                                  |                                                                  |                                                                  |                                                                  |   |        |                            |                            |                            |  | 1°S(E) | Plaza Amador II         | 1 (1)                   |                         |  |
|  |                                                                  |                                                                  | 2°S(O)                                                           | Panamá Oeste                                                     | 1 (3)                                                            |   |        |                            |                            |                            |  |        |                         |                         |                         |  |
|  | 1°N(O)                                                           | Mario Méndez FC                                                  | 2°S(O)                                                           | Panamá Oeste                                                     | 1 (3)                                                            | 0 | 1      | 1                          |                            |                            |  |        |                         |                         |                         |  |
|  | 1°N(O)                                                           | Mario Méndez FC                                                  |                                                                  |                                                                  |                                                                  |   |        | 1                          |                            |                            |  |        |                         |                         |                         |  |
|  | 2°S(O)                                                           | Panamá Oeste                                                     | 2                                                                | 0                                                                | 2                                                                |   |        |                            |                            |                            |  |        |                         |                         |                         |  |
|  | 2°S(O)                                                           | Panamá Oeste                                                     | 2                                                                | 0                                                                | 2                                                                |   | 2°S(O) | Panamá Oeste               | 2                          |                            |  |        |                         |                         |                         |  |
|  |                                                                  |                                                                  |                                                                  |                                                                  |                                                                  |   | 2°S(O) | Panamá Oeste               | 2                          |                            |  |        |                         |                         |                         |  |
|  |                                                                  |                                                                  | 1°S(O)                                                           | Atlético Nacional                                                | 1                                                                |   |        |                            |                            |                            |  |        |                         |                         |                         |  |
|  | 1°S(O)                                                           | Atlético Nacional                                                | 1°S(O)                                                           | Atlético Nacional                                                | 1                                                                | 2 | 2      | 4                          |                            |                            |  |        |                         |                         |                         |  |
|  | 1°S(O)                                                           | Atlético Nacional                                                |                                                                  |                                                                  |                                                                  |   |        | 4                          |                            |                            |  |        |                         |                         |                         |  |
|  | 2°N(O)                                                           | Atlético Chiriquí II                                             | 0                                                                | 2                                                                | 2                                                                |   |        |                            |                            |                            |  |        |                         |                         |                         |  |
|  | 2°N(O)                                                           | Atlético Chiriquí II                                             | 0                                                                | 2                                                                | 2                                                                |   |        |                            |                            |                            |  |        |                         |                         |                         |  |
|  |                                                                  |                                                                  |                                                                  |                                                                  |                                                                  |   |        |                            |                            |                            |  |        |                         |                         |                         |  |

### Semifinales de Conferencia

#### Conferencia Este

##### UMECIT F. C. - Alianza F. C. II
| Ida; 23 de noviembre de 2021, 18:00 | Alianza II                         | 2:0 | UMECIT | Estadio Javier Cruz García, Ciudad de Panamá |             |
|                                     | Abdiel Abrego · Joshua Bethancourt |     |        | Árbitro(s):                                  | Árbitro(s): |

| Vuelta; 27 de noviembre de 2021, 15:00        | UMECIT | 0:0 (Global 0:2) | Alianza II | Campo Futuras Promesas, Ciudad de Panamá |  |
|                                               |        |                  |            | Árbitro(s):                              |  |
| El Alianza Fútbol Club II ganó el global 0-2. |        |                  |            |                                          |  |

##### C. D. Plaza Amador II - Champions FC Academy
| Ida; 24 de noviembre de 2021, 16:00 | Champions Academy   | 1:0 | Plaza Amador II | Estadio Armando Dely Valdés, Colón |             |
|                                     | Javier de La Espada |     |                 | Árbitro(s):                        | Árbitro(s): |

| Vuelta; 28 de noviembre de 2021, 19:00                | Plaza Amador II                                                                             | 6:2 (2:1, 3:2) (t. s.)(Global 6:3) | Champions Academy | Estadio Maracaná, Ciudad de Panamá |             |
|                                                       | José James · Carlos Escobar · Ángel Orelien · Irving Hurtado · Didier Dawson · Ovidio López |                                    | Fernando McClean  | Árbitro(s):                        | Árbitro(s): |
| El Club Deportivo Plaza Amador II ganó 6-3 el global. |                                                                                             |                                    |                   |                                    |             |

#### Conferencia Oeste

##### Mario Méndez F. C. - S. D. Panamá Oeste
| Ida; 25 de noviembre de 2021, 19:00 | Panamá Oeste                 | 2:0 | Mario Méndez | Estadio Agustín "Muquita" Sánchez, La Chorrera |             |
|                                     | Raúl Moreno · Pablo Magallón |     |              | Árbitro(s):                                    | Árbitro(s): |

| Vuelta; 29 de noviembre de 2021, 19:00                 | Mario Méndez | 1:0 (Global 1:2) | Panamá Oeste | Estadio San Cristóbal, David |             |
|                                                        | Anotado      |                  |              | Árbitro(s):                  | Árbitro(s): |
| La Sociedad Deportiva Panamá Oeste ganó el global 1-2. |              |                  |              |                              |             |

##### S. D. Atlético Nacional - Atlético Chiriquí II
| Ida; 23 de noviembre de 2021, 19:00 | Atlético Chiriquí II | 0:2 | Atlético Nacional             | Estadio San Cristóbal, David |             |
|                                     |                      |     | Cristian Ruíz · Elian Herrera | Árbitro(s):                  | Árbitro(s): |

| Vuelta; 28 de noviembre de 2021, 16:00                      | Atlético Nacional              | 2:2 (Global 4:2) | Atlético Chiriquí II | Estadio Maracaná, Ciudad de Panamá |             |
|                                                             | Samuel Jiménez · Josué Ramírez |                  | Yeison Ortega        | Árbitro(s):                        | Árbitro(s): |
| La Sociedad Deportiva Atlético Nacional ganó el global 4-2. |                                |                  |                      |                                    |             |

### Finales de Conferencia

#### Conferencia Este

##### C. D. Plaza Amador II - Alianza F. C. II
| Final de Conferencia; 3 de diciembre de 2021, 19:00 | Plaza Amador II | 1:0 | Alianza II | Estadio Maracaná, Ciudad de Panamá |  |
|                                                     |                 |     |            | Árbitro(s):                        |  |

#### Conferencia Oeste

##### S. D. Atlético Nacional - S. D. Panamá Oeste
| Final de Conferencia; 5 de diciembre de 2021, 19:00 | Atlético Nacional | 1:2 | Panamá Oeste | Estadio Maracaná, Ciudad de Panamá |  |
|                                                     |                   |     |              | Árbitro(s):                        |  |

### Gran Final

#### C. D. Plaza Amador II - S. D. Panamá Oeste
| Final; 10 de diciembre de 2021, 19:00 | Plaza Amador II | 1:1 (1:3 Pen.) (t. s.) | Panamá Oeste | Estadio Maracaná, Ciudad de Panamá |  |
|                                       |                 |                        |              | Árbitro(s):                        |  |

| Clasifica a la Superfinal 2021 S.D. Panamá Oeste |

| Campeón Clausura 2021 |
| --------------------- |
| Border                |
| S.D. Panamá Oeste     |
| 1 ° Título            |

## Tabla General

### Tabla Acumulada de la temporada 2021
| Pos. | Equipo                  | Pts. | PJ | G  | E  | P  | GF | GC | Dif. | Clasificación 2022             |
| ---- | ----------------------- | ---- | -- | -- | -- | -- | -- | -- | ---- | ------------------------------ |
| 1    | C. D. Plaza Amador II   | 67   | 32 | 21 | 4  | 7  | 73 | 32 | +41  | Líder de la temporada          |
| 2    | S. D. Atlético Nacional | 63   | 32 | 18 | 9  | 5  | 52 | 36 | +16  |                                |
| 3    | Alianza F. C. II (A)    | 61   | 32 | 17 | 10 | 5  | 60 | 41 | +19  | Acceso a Superfinal de Ascenso |
| 4    | Mario Méndez F. C.      | 59   | 32 | 17 | 8  | 7  | 40 | 24 | +16  |                                |
| 5    | C. A. Independiente II  | 58   | 32 | 16 | 10 | 6  | 52 | 28 | +24  |                                |
| 6    | Umecit F. C.            | 57   | 32 | 17 | 6  | 9  | 48 | 34 | +14  |                                |
| 7    | S. D. Panamá Oeste (C)  | 55   | 32 | 16 | 7  | 9  | 43 | 24 | +19  | Acceso a Superfinal de Ascenso |
| 8    | C. D. del Este II       | 52   | 32 | 15 | 7  | 10 | 53 | 46 | +7   |                                |
| 9    | Atletico Chiriqui II    | 49   | 32 | 13 | 10 | 9  | 50 | 42 | +8   |                                |
| 10   | C. D. Árabe Unido II    | 46   | 32 | 13 | 7  | 12 | 37 | 31 | +6   |                                |
| 11   | Tauro F. C. II          | 45   | 32 | 12 | 9  | 11 | 48 | 41 | +7   |                                |
| 12   | Sporting SM II          | 44   | 32 | 11 | 11 | 10 | 37 | 34 | +3   |                                |
| 13   | Champions FC Academy    | 41   | 32 | 11 | 8  | 13 | 43 | 40 | +3   |                                |
| 14   | Universidad Latina      | 40   | 32 | 11 | 7  | 14 | 40 | 50 | −10  |                                |
| 15   | San Martín F. C.        | 39   | 32 | 10 | 9  | 13 | 48 | 55 | −7   |                                |
| 16   | Udelas F. C.            | 38   | 32 | 11 | 5  | 16 | 47 | 42 | +5   |                                |
| 17   | Águilas UP              | 36   | 32 | 9  | 9  | 14 | 31 | 43 | −12  |                                |
| 18   | San Francisco F. C. II  | 35   | 32 | 9  | 8  | 15 | 44 | 51 | −7   |                                |
| 19   | Unión Coclé F. C.       | 32   | 32 | 9  | 5  | 18 | 34 | 54 | −20  |                                |
| 20   | Herrera F. C. II        | 31   | 32 | 6  | 13 | 13 | 24 | 38 | −14  |                                |
| 21   | C. D. Centenario        | 31   | 32 | 9  | 4  | 19 | 47 | 72 | −25  |                                |
| 22   | Veraguas C. D. II       | 27   | 32 | 7  | 6  | 19 | 33 | 38 | −5   |                                |
| 23   | Colón C-3 F. C.         | 27   | 32 | 8  | 3  | 21 | 36 | 61 | −25  |                                |
| 24   | Panama City F. C.       | 24   | 32 | 6  | 6  | 20 | 23 | 62 | −39  |                                |

 Fuente: Liga Prom
- San Francisco debió descender a Liga Prom, Sin embargo no descenderá ya que el club (Alianza FC II) Campeón de la Superfinal, no puede ascender a Primera División por ser un equipo filial. Lo que le asegura una temporada más en la máxima categoría.

## Estadísticas

### Tabla de goleadores
Lista con los máximos goleadores de la competencia.
| Pos. | Posición | Jugador          | Equipo            | Goles |
| ---- | -------- | ---------------- | ----------------- | ----- |
| 1.º  |          | Raúl Moreno      | SD Panamá Oeste   | 12    |
| 2.º  |          | Eber Díaz        | Umecit FC         | 8     |
| 3.º  |          | Emanuel Ceballos | Árabe Unido II    | 7     |
| 3.º  |          | Alberto Ramírez  | Udelas FC         | 7     |
| 3.º  |          | Fernando McClean | Champions Academy | 7     |
| 3.º  |          | Gabriel Vergara  | San Martín FC     | 7     |
| 3.º  |          | Elver Rodríguez  | Águilas UP        | 7     |
| 4.º  |          | Alcides Díaz     | Alianza FC II     | 6     |